# قلعه پری
قلعه پری محوطه ای باستانی در روستای پری است که در بخش زند از توابع شهرستان ملایر و در مسیر بزرگراه ملایر به اراک قرار گرفته است. کریم‌خان زند، پادشاه ایران و سرسلسله حکومت زندیه، در این قلعه بدنیا آمده است.

## پیشینه

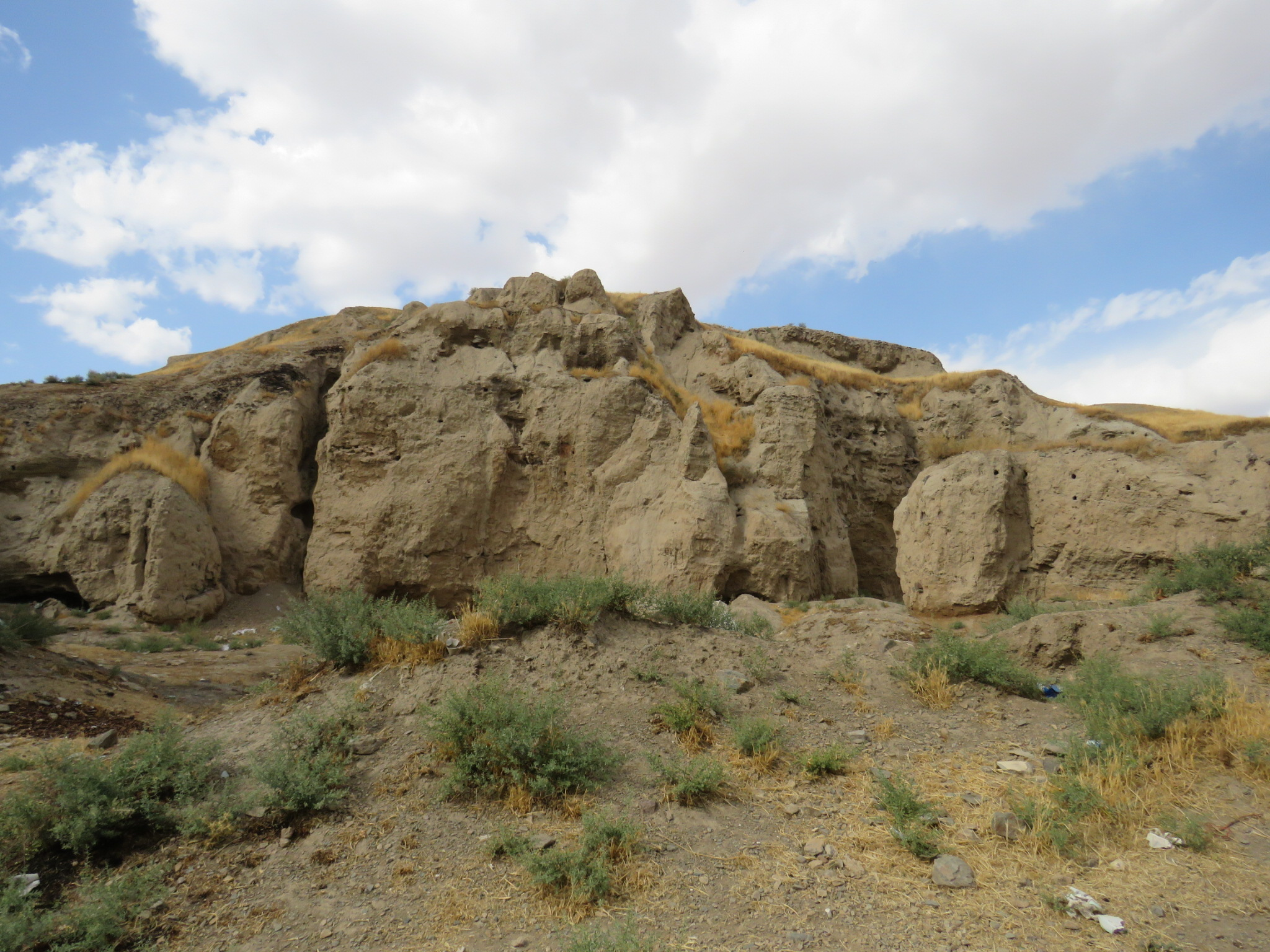

بنای اولیه قلعه باستانی و تاریخی «پری» (بلنده) که در مرکز محلهٔ قدیمی روستا واقع شده است. به قرن چهارم پیش از میلاد نسبت داده می‌شود. بر فراز خرابه‌های این قلعه، قلعه منسوب به کریم‌خان زند قرار دارد که محل تجمع و سازماندهی لشکریانش بوده است. البته به غیر از قلعه بلنده، ۵ قلعه دیگر هم در این روستا وجود دارد.
وجه تسمیه
«پری» به معنای گرداگرد و پیرامون و همچنین نام دختر کریم‌خان زند بوده است.
کاوش‌های انجام شده و کشفیات

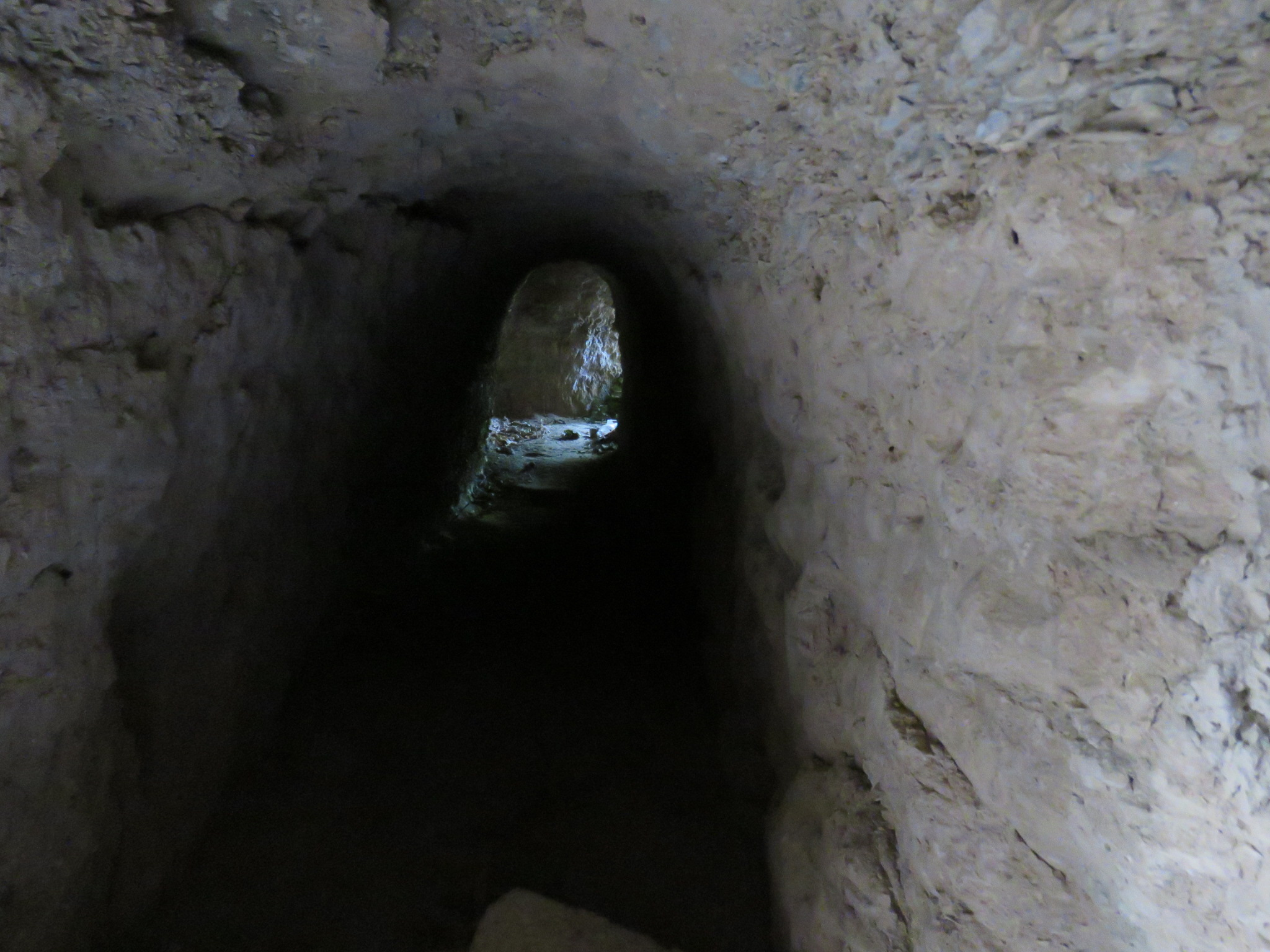

در کاوش‌هایی که برای اولین بار توسط مهندس حکیمی در سال ۱۳۴۹ در این محل به عمل آمد، قدمت این قلعه را مربوط به دورهای زندیه، ساسانی و مادها دانسته‌اند و قبوری متعلق به هزاره اول میلادی نیز در آن کشف شده است. اما با کاوش‌های مجدد در سال ۱۳۸۴ به سرپرستی جواد باباپیری قدمت قلعه و روستا را به دوره قبل از عصر مفرغ و آهن دانسته‌اند. به‌طور کلی در تپه پری ۱۵۰ قبر شناسایی و مورد مطالعه قرار گرفته است. اکثر سنگ قبرها از جنس سنگ آذرین و مستطیل شکل هستند. بر روی قبور زنان سلسله زندیه معمولاً نقش مُهر و تسبیح، شانه دوطرفه، آئینه و جانماز حکّاکی شده و بر روی قبور مردان نیز تصویر مُهر و تسبیح، قلیان، خنجر، تفنگ برنو و گاهی نیزاسب دیده می‌شود. بالای قبر خان‌ها و بزرگان ایل نیز یک سنگ ایستاده قرار گرفته است. روی این سنگ معمولاً صحنه‌های آوردن قلیان و چای برای خان یا بزرگ ایل به تصویر کشیده شده است.
در مورد قبور قدیمی تر طرز قرار گرفتن اسکلت‌ها درون قبور بر روی بازوی راست یا چپ است که بسته به موقعیت خورشید در آسمان متفاوت بوده است و سعی شده است صورت مردگان رو به خورشید قرار بگیرد. زانوها نیز خم و دست‌ها روی سینه قرار گرفته است. ظروف و تزئیناتی از قبیل گردنبند، انگشتر و دست بند که در زمان حیات مورد استفاده متوفی بوده را نیزهمراه وی دفن کرده‌اند.
سیستم آبرسانی قلعه زندیه نیز شباهت بسیار زیادی با حمام فین کاشان دارد. در این سیستم لوله‌های سفالی مارپیچ از رودخانه به سمت قلعه کشیده شده‌اند، تا بتوانند آب را با فشار به داخل قلعه مذکور برسانند. کشف دو قطعه لوله سفالی (تن پوشه) با حدود ۴۵ سانتی‌متر طول و ۱۵ سانتی‌متر قطر که اطراف آن با ساروج و نخاله‌های خشت پخته پوشانده شده است، باستان شناسان را متوجه سیستم آبرسانی تپه پری کرد که مقصد آبرسانی آن قلعه زندیه بوده است.

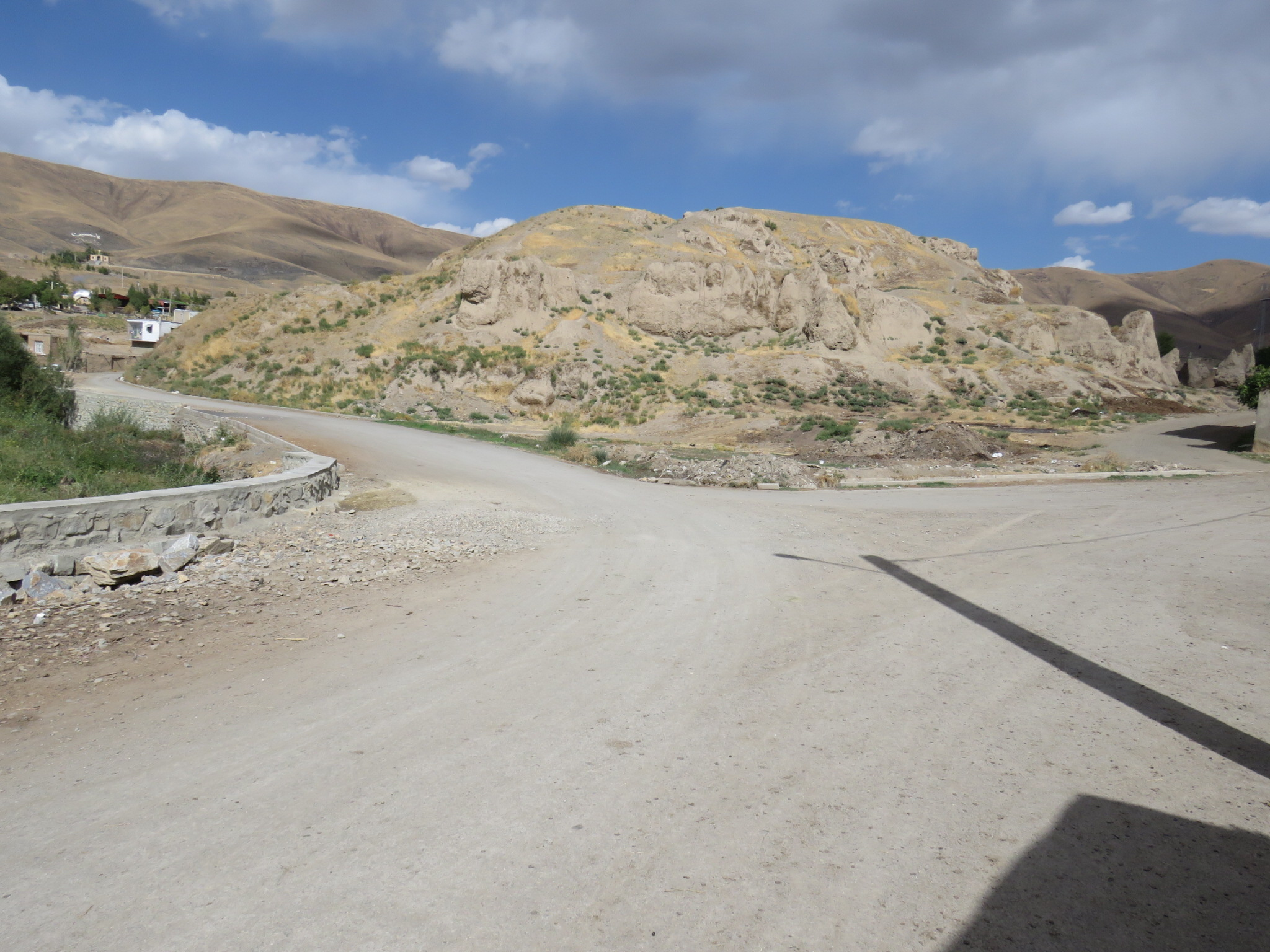

در اطراف و داخل رودخانه تعداد شش تپة باستانی وجود دارد که در آن‌ها سفالینه و سکه‌های قدیمی پیدا شده است. قدمت این تپه‌ها به دوران ماد می‌رسد. حمام کریمخانی و امامزاده دو خواهران از دیگر آثار این روستاست.
حمام پری معروف یه حمام کریمخانی، از جمله بناهای احداث شده در دوره زندیه است که توسط کریم خان زند در این روستا بنا شده است. تمام مصالح مصرف شده در این حمام با ملات ساده کار شده است. این حمام در زیر زمین احداث شده است و سطح آن هم کف با سطح زمین است روشنایی‌های این حمام دارای ۵ نور گیر قدیمی است. بازسازی این حمام قدیمی در ۱۳۰ سال قبل انجام شده و سنگ قدیمی آن در اداره میراث فرهگی شهرستان ملایر نگهداری می‌شود.
این قلعه محل تولد کریم‌خان زند، بنیانگذار سلسله زندیه است که خود را وکیل الرعایا می‌خواند.»
کشف ۲ قطعه لوله سفالی یا تن‌پوشه که حدود ۴۵ سانتی‌متر طول و ۱۵ سانتی‌متر قطر دارد، باستان شناسان را متوجه سیستم آبرسانی محوطه تپه پری کرد. لوله‌های سفالی کشف شده مربوط به دوره زندیه است و اطراف آن با ساروج و نخاله‌های خشت پخته پوشانده شده است. این لوله‌ها در جبهه‌غربی گمانه‌های زده شده در حاشیه رودخانه پری به دست آمده است. مسیر لوله‌های آبرسانی شناسایی شده و با توجه به آثار به دست آمده مقصد این سیستم ابرسانی قلعه زندیه است.
کاوش‌های مهندس حکیمی (۱۳۴۹) منجر به پیدایی قبور مربوط به هزاره اول میلادی گردید. قرار گرفتن اسکلت در درون قبر به این شکل بود که مرده روی بازوی چپ یا راست (بسته به زمان دفن مرده) قرار داده می‌شد، به طوری که زانوها خم می‌شد و دست‌ها روی سینه قرار می‌گرفت. قراین و شواهد نشان می‌دهد که طرز تدفین مرده‌ها ارتباط مستقیم با سمت استقرار خورشید در آسمان داشت و سعی بر این بود که صورت جسد رو به خورشید قرار گیرد. ارتفاع تپه در حدود ۳۰ متر است و در ۲۰۰ متری جاده آسفالته اراک - ملایر واقع شده است. به رغم قدمت تاریخی این تپه و ارزش باستان‌شناسی آثار به دست آمده از آن، هنوز هم این مکان به ثبت نرسیده و از آن استفاده باستان‌شناسی یا جهانگردی نمی‌شود.
[[رده:قلعه‌های تاریخی شهرستان ملایر]]